# Weissella bombi
Weissella bombi é uma bactéria do gênero Weissella que foi isolada do intestino da abelha Bombus terrestris de Ghent na Bélgica.